# Wyższa Szkoła Gospodarstwa Wiejskiego w Cieszynie

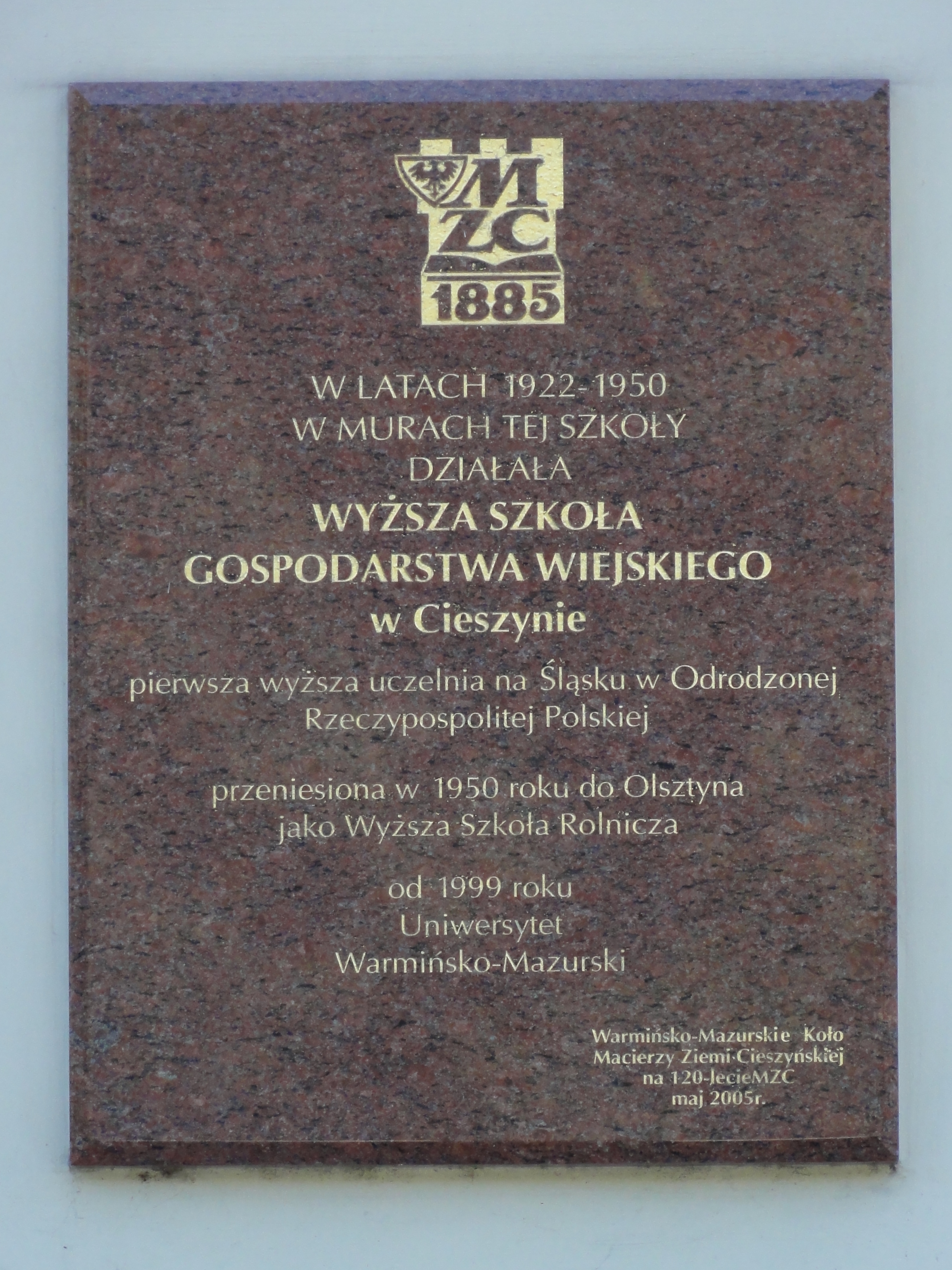
Tabliczka upamiętniająca WSGW w Cieszynie

Wyższa Szkoła Gospodarstwa Wiejskiego w Cieszynie (WSGW) – państwowa uczelnia istniejąca w latach 1919–1950.

## Historia
Uczelnia rozpoczęła działalność 15 października 1919 roku w Poznaniu. Powstała na wniosek Wielkopolskiej Izby Rolniczej, a organem który ją powołał była Naczelna Rada Ludowa. W Poznaniu szkoła funkcjonowała zaledwie jeden semestr. W latach 1920–1922, pod nazwą Akademii Rolniczej, jej siedziba znajdowała się w budynkach Państwowego Instytutu Naukowo-Rolniczego w Bydgoszczy. Z powodu konfliktu z gospodarzem wynajmowanych obiektów i brakiem wsparcia dla rozwoju przez władze samorządowe miasta zmuszona była jednak do kolejnych przenosin.
W 1922 roku akademia została przeniesiona do Cieszyna, gdzie nosiła kolejno nazwy Państwowej Szkoły Gospodarstwa Wiejskiego (1922–1939) i Wyższej Szkoły Gospodarstwa Wiejskiego (1945–1950). Szkoła do 1939 roku formalnie miała charakter placówki policealnej i do tego czasu nie uzyskała prawa nadawania stopni naukowych. Realizowała jednak program nauczania akademickiego. Dopiero po II wojnie światowej otrzymała uprawnienia szkoły wyższej.
31 maja 1950 roku Rozporządzeniem Rady Ministrów Wyższa Szkoła Gospodarstwa Wiejskiego w Cieszynie została połączona z Wyższą Szkołą Gospodarstwa Wiejskiego w Łodzi. Jednocześnie została przeniesiona do Olsztyna, gdzie w jej miejsce utworzono Wyższą Szkołę Rolniczą w Olsztynie.
Opuszczone w 1950 roku budynki WSGW w Cieszynie zostały zaadaptowane na potrzeby szkół średnich wchodzących w skład Zespołu Państwowych Szkół Rolniczych w Cieszynie. Obecnie w dawnych obiektach WSGW w Cieszynie mieści się Zespół Szkół im. Władysława Szybińskiego w Cieszynie.

## Charakterystyka
Uczelnia kształciła kadry pracowników dla: rolnictwa, zakładów przetwórstwa rolno-spożywczego, administracji gospodarstw rolnych, a także specjalistów z dziedziny ekonomiki rolnej.
Miasteczko akademickie szkoły znajdowało się przy ul. J.I. Kraszewskiego w Cieszynie w dawnych koszarach. Do WSGW należały również doświadczalne gospodarstwa rolne w Gułdowach i w Bażanowicach. Przez pewien czas szkoła zarządzała ponadto majątkiem ziemskim w Hermanicach.
Przy szkole w latach 1919–1939 działała korporacja akademicka Kujawja.

## Osoby związane z WSGW
- Marian Gotowiec
- Emil Kalamarz
- Bronisław Kania
- Jan Kisza
- Wojciech Kołaczkowski
- Tadeusz Rylski
- Kazimierz Simm
- Tadeusz Stępowski
- Alojzy Świątek
- Bronisław Warzybok
- Wiktor Wawrzyczek
- Zbigniew Żebrowski